# Ianthella
Ianthella is een geslacht van sponsdieren uit de klasse van de Demospongiae (gewone sponzen).

## Soorten
- Ianthella aerophoba (Lendenfeld, 1883)
- Ianthella basta (Pallas, 1766)
- Ianthella concentrica Hyatt, 1875
- Ianthella flabelliformis (Pallas, 1766)
- Ianthella homei Gray, 1869
- Ianthella labyrinthus Bergquist & Kelly-Borges, 1995
- Ianthella macula Bergquist & Kelly-Borges, 1995
- Ianthella quadrangulata Bergquist & Kelly-Borges, 1995
- Ianthella reticulata Bergquist & Kelly-Borges, 1995
- Ianthella topsenti (Sollas, 1903)